# ドア・シャリー
ドーリー・シャーリー（Dore Schary、1905年8月31日 - 1980年7月7日）は、アメリカ合衆国の映画プロデューサー、脚本家、劇作家である。『少年の町』でアカデミー原案賞を受賞している。日本語では「ドア・シャーリー」とも表記される。

## 経歴
1905年8月31日、ニュージャージー州ニューアークに生まれる。
1932年にカリフォルニア州ハリウッドへ移り、脚本家として活動した。1941年、ルイス・B・メイヤーに雇われて、メトロ・ゴールドウィン・メイヤーでB級映画の製作を手がける。1943年から1946年まで、デヴィッド・O・セルズニックの映画のプロデューサーを務めた。1947年にRKOで製作部門の重役に就くが、ハワード・ヒューズと衝突。1948年から1956年まで、MGMで製作部門のチーフを務めた。
1980年7月7日、ニューヨーク州ニューヨークにて死去。74歳没。

## フィルモグラフィ

### 長編映画
- ジャングルの怒り Fury of the Jungle （1933年） - 脚本
- 水兵がんばれ Let's Talk It Over （1934年） - 原案
- 雲とつばさ Murder in the Clouds （1934年） - 脚本・原案
- お山の大将 Mind Your Own Business （1936年） - 脚本
- 黎明の丘 Outcast （1937年） - 脚本
- 爆破光線 The Girl from Scotland Yard （1937年） - 脚本
- 少年の町 Boys Town （1938年） - 脚本・原案
- 踊るニュウ・ヨーク Broadway Melody of 1940 （1940年） - 原案
- 人間エヂソン Edison, the Man （1940年） - 原案
- 若い科学者 Young Tom Edison （1940年） - 脚本
- マーガレットの旅 Journey for Margaret （1942年） - 製作
- 恋の十日間 I'll Be Seeing You （1944年） - 製作
- らせん階段 The Spiral Staircase （1946年） - 製作
- 時の終りまで Till the End of Time （1946年） - 製作
- ミネソタの娘 The Farmer's Daughter （1947年） - 製作
- 独身者と女学生 The Bachelor and the Bobby-Soxer （1947年） - 製作
- 戦場 Battleground （1949年） - 製作
- 二世部隊 Go for Broke! （1951年） - 製作
- 女群西部へ! Westward the Women （1951年） - 製作
- あの高地を取れ Take the High Ground! （1953年） - 製作
- 日本人の勲章 Bad Day at Black Rock （1955年） - 製作
- 白鳥 The Swan （1956年） - 製作
- 最後の銃撃 The Last Hunt （1956年） - 製作
- バラの肌着 Designing Woman （1957年） - 製作
- 孤独の旅路 Lonelyhearts （1958年） - 製作・脚本
- ルーズベルト物語 Sunrise at Campobello （1960年） - 製作・脚本

## 受賞
- 1938年 - 第11回アカデミー賞 - 原案賞（『少年の町』）[2]

## 関連文献
- Schary, Dore (1979). Heyday: An Autobiography. Little, Brown. ISBN 0316772704